# Oie de Suchá
L'oie de Suchá, (en slovaque : Suchovská hus ; en anglais : Suchovy Goose) est une oie domestique originaire du village de Suchá nad Parnou dans la région de Trnava en Slovaquie,.